# Henricia obesa
Henricia obesa är en sjöstjärneart som först beskrevs av Percy Sladen 1889.  Henricia obesa ingår i släktet Henricia och familjen krullsjöstjärnor. Inga underarter finns listade i Catalogue of Life.